# Mentophilonthus schoutedeni
Mentophilonthus schoutedeni – gatunek chrząszcza z rodziny kusakowatych i podrodziny Staphylininae.
Gatunek ten został opisany w 1928 roku przez Maxa Bernhauera jako Philonthus schoutedeni. Jako miejsce typowe wskazał on Mongende. Do rodzaju Mentophilonthus przeniósł go w 2009 roku Lubomír Hromádka, dokonując jego redeskrypcji.
Kusak o ciele długości 8,4 do 8,6 mm. Głowa czarna z żółtobrązowymi panewkami czułków i brzegiem nadustka oraz brązowymi głaszczkami. Czułki czarnobrązowe z pierwszym i częścią drugiego członu żółtobrązowymi. Przedplecze czarnobrązowe; w każdym z jego rowków grzbietowych po jednym punktcie. Pokrywy brązowoczerwone do czarnobrązowych z czarnym szwem, pozbawione wyraźnego punktowania. Odwłok czarnobrązowy. Odnóża brązowożółte z ciemnobrązowymi goleniami i stopami.
Chrząszcz afrotropikalny, znany z Demokratycznej Republiki Konga i Ghany.